# Mahmudabad-e Sofla (Fars)
Mahmudabad-e Sofla (perski: محمودابادسفلي) – wieś w południowym Iranie, w ostanie Fars, w powiecie Fasa. W 2006 roku miejscowość liczyła 485 osób w 105 rodzinach.